# Sport Bolognesi
El Sport Bolognesi o Francisco Bolognesi fue un club de fútbol peruano, ubicado en la Provincia Constitucional del Callao, fundado en 1902 y perteneciente a la Liga del Callao. En sus inicios, practicaba muchas disciplinas deportivas; entre ellas la más importante era cricket. Sin embargo, luego comenzó a incursionar en el fútbol hasta 1911.

## Historia
Fue unos de los principales clubes de fútbol del Callao. Se enfrentó con equipos chalacos de la época tales como: 2 de Mayo, Atlético Grau N°1, Club Albarracín, Atlético Grau N°2, Club Libertad, English Comercial School, Almirante Grau, National F.B.C., Sportivo Colon, Club Bolívar, José Gálvez, Club Unión Juvenil del Colegio Colegio San Pablo, Club Ínclito Julio, Club José Pardo y Leoncio Prado. También participó en torneos organizados por Club Libertad, Atlético Chalaco y los Campeonatos de de Fiestas Patrias de los años 1903 y 1904; que organizó la Municipalidad del Callao y el torneo de clubes del Callao de 1908 donde obtuvo el segundo puesto.
En el mismo año, extiende sus prácticas futbolísticas con clubes y equipos de Lima, por ejemplo: Escuela de Artes y Oficios , Sport José Pardo del Nuestra Señora de Guadalupe y Sport Peruvian.
Después de 1911, el Sport Bolognesi solo se dedicó a las prácticas del cricket. Fue uno de los primeros clubes chalacos precursores del nacimiento de la liga del Callao. Aunque en las primeras reuniones no se concretó' hasta a partir de los años 20, en el cual se crea la Asociación Deportiva Chalaca.

## Jugadores
- Amadeo Dorero
- Telmo Carbajo

## Uniforme
Evolución Indumentaria.
| Titular 1 | Titular 2 | Titular 3 | Titular 4 | Titular 5 | Titular 6 |

## Nota
- Existió otro club denominado Coronel Bolognesi del Callao, que era un formado por los marinos del buque de guerra Coronel Bolognesi. También fue precursor[1] del nacimiento de la Liga Fútbol del Callao, a través de la Asociación Deportiva Chalaca.[2]

### Club Coronel Bolognesi

#### Indumentarias
| Titular 1 | Titular 2 | Titular 3 | Titular 4 | Titular 5 |  |

## Enlaces
- Tema: La formación de los clubes deportivos., Capítulo 2 de La difusión del fútbol en Lima, tesis de Gerardo Álvares Escalona, Biblioteca de la Universidad Nacional Mayor de San Marcos
- Tesis Difusión del Fútbol en Lima